# إدي كينغ
إدي كينغ (بالإنجليزية: Eddie King)‏ (25 فبراير 1914 في المملكة المتحدة - 1 يناير 1993) هو لاعب كرة قدم بريطاني (وحمل سابقاً جنسية المملكة المتحدة لبريطانيا العظمى وأيرلندا) في مركز الدفاع. لعب مع توتنهام هوتسبير وهارينجي بورو وNorthfleet United F.C. ‏.